# The Cry of Love
The Cry of Love četvrti je studijski album američkog glazbenika Jimia Hendrixa, postumno objavljen 5. ožujka 1971. godine. Ovo je prvi Hendrixov album nakon njegove smrti 18. rujna 1970. godine. Produkciju i mikasnje radili su Eddie Kramer i Mitch Mitchell dok je ilustraciju za omot albuma napravila Nancy Reiner.

## O albumu
Album najvećim dijelom obuhvaća pjesme koje je Hendrix ima namjeru objaviti na svom sljedeće album. Trebao je biti dvostruko izdanje pod nazivom First Rays of the New Rising Sun, koje je objavljeno tek 1997. godine i sadrži svih deset pjesama s The Cry of Love. Sve pjesme na albumu napisao je Hendrix i snimljene su krajem prosinca 1969. do ljeta 1970. godine, osim "My Friend" koja je snimljena u ožujku 1971. godine. Hendrixov prijatelj Paul Caruso (na LP-u pogrešno naveden kao Gers), svira usnu harmoniku u pjesmi "My Friend".
Uključivanje Eddia Kramera i Mitcha Mitchella album je puno dobio na vjerodostojnosti te je jednako dobro primljen od obožavatelja i kritičara. Na top ljestvicama uspio je dosegnuti do #3 u SAD-u i #2 u Velikoj Britaniji. U Americi su kao singl objavljene pjesme "Freedom" i "Angel" (na B-strani), ali se na top ljestvici našao tek #59. U Velikoj Britaniji objavljene su pjesme "Angel" i "Night Bird Flying" (na B-strani), ali nije uspio doći na top ljestvice.

Pjesma "My Friend" bila je snimljena u ranim faza dok je Hendrix pripremao materijal za album Electric Ladyland. Pjesma "Belly Button Window" bila je posljednji studijski snimka na kojemu je Hendrix izvodio vokale. Snimljena je u Electric Lady studiu 22. kolovoza 1970. godine.

## Popis pjesama
Sve pjesme napisao je Jimi Hendrix.
| Br. | Skladba               | Autor | Trajanje |
| --- | --------------------- | ----- | -------- |
| 1.  | »Freedom«             |       | 3:24     |
| 2.  | »Drifting«            |       | 3:46     |
| 3.  | »Ezy Ryder«           |       | 4:09     |
| 4.  | »Night Bird Flying«   |       | 3:50     |
| 5.  | »My Friend«           |       | 4:40     |
| 6.  | »Straight Ahead«      |       | 4:42     |
| 7.  | »Astro Man«           |       | 3:37     |
| 8.  | »Angel«               |       | 4:25     |
| 9.  | »In From the Storm«   |       | 3:42     |
| 10. | »Belly Button Window« |       | 3:34     |

## Izvođači
| Članovi sastava - Jimi Hendrix – prvi vokal, električna gitara, prateći vokali u skladbama 3 i 9, glasovir u skladbi 1, producent sve skladbe osim 5 - Billy Cox – bas-gitara sve skladbe osim 5 i 10 - Mitch Mitchell – bubnjevi sve skladbe osim 3, 5 i 10, postumna produkcija - Juma Sultan – udaraljke u skladbama 1, 4 i 7 - Buddy Miles – bubnjevi u skladbi 3 - Noel Redding – bas-gitara u skladbi 5 Produkcija - Michael Jeffrey – izvršni producent - Eddie Kramer – postumna produkcija, glazbeni tehničar u svim skladbama osim 3 i 5 - Tony Bongiovi – tehničar u skladbi 3 - Nancy Reiner – ilustracija albuma - Victor Kahn-Sunshine – fotograf, grafički dizajn | Ostali glazbenici - The Ghetto Brothers – prateći vokal u skladbi 1 - Buzzy Linhart – vibrafon u skladbi 2 - Billy Armstrong – udaraljke u skladbi 3 - Steve Winwood – prateći vokal u skladbi 3 - Chris Wood – prateći vokal u skladbi 3 - Kenny Pine – gitara (dvanaestica) u skladbi 5 - Jimmy Mayes – bubnjevi u skladbi 5 - Stephen Stills – piano u skladbi 5 - Paul Caruso – usna harmonika u skladbi 5 - Emeretta Marks – prateći vokal u skladbi 9 |

## Vanjske poveznice
- Discogs - recenzija albuma